# Communauté rurale de Ngainthe Pathè
La communauté rurale de Ngainthe Pathè est une communauté rurale du Sénégal située à l'ouest du pays. 
Elle fait partie de l'arrondissement de Missirah Wadene, du département de Koungheul et de la région de Kaffrine.